# لشکر سوم زرهی (ورماخت)
لشکر سوم زرهی (به آلمانی: 3. Panzerdivision) یکی از لشکرهای زرهی نیروی زمینی آلمان در دوره رایش سوم بود که در جریان جنگ جهانی دوم به عملیات پرداخت. این لشکر یکی از سه لشکر زرهی نخست ورماخت در هنگام تسلیح مجدد آلمان بود.

## تاریخچه عملیاتی

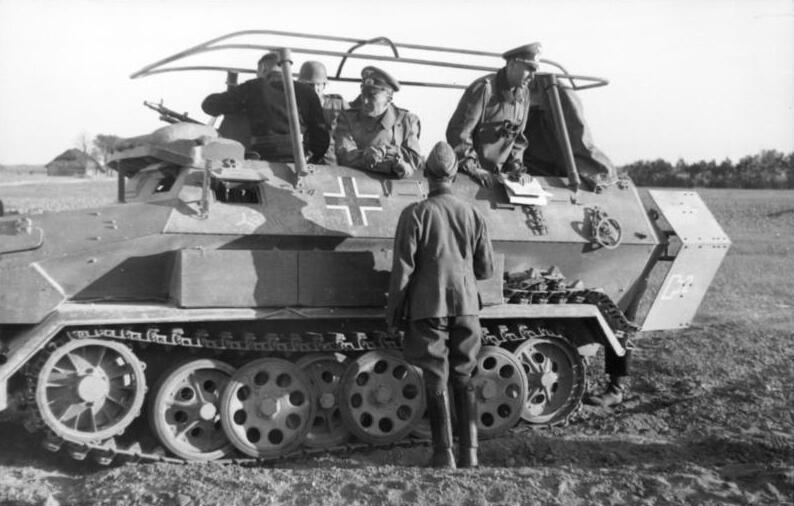
سربازان لشکر سوم زرهی

### لهستان
لشکر سوم زرهی تحت فرماندهی سرلشکر لئو گِیِر فن شِوِپنبورگ در جریان نبرد لهستان که به آغاز جنگ جهانی دوم انجامید، بخشی از سپاه ۱۹ موتوریزه هاینتس گودریان از ارتش چهارم در گروه ارتش شمال بود. روز نخست جنگ، ۱ سپتامبر سال ۱۹۳۹، این لشکر با وجود اقدامات دفاعی سواره‌نظام دشمن، از رود بردا عبور کرد و نبرد سنگینی در دالان لهستان در روز ۲ سپتامبر به مرکزیت ناحیه جنگل‌های توخولا میان این یگان و نیروهای لهستانی به وقوع پیوست.

### فرانسه
لشکر سوم زرهی به فرماندهی سرتیپ هورست اشتومپف در جریان تهاجم آلمان به فرانسه بخشی از سپاه ۱۶ موتوریزه اریش هوپنر از ارتش ششم در گروه ارتش ب بود که در قالب طرح عملیاتی مورد زرد مسئولیت تهاجم ایذایی به بلژیک را به انجام می‌رساند. این لشکر روز ۱۰ ماه مه سال ۱۹۴۰ مجموعاً ۳۴۱ تانک شامل ۱۱۷ پنزر ۱، ۱۲۹ پنزر ۲، ۴۲ پنزر ۳، ۲۶ پنزر ۴ و ۲۷ پنتسر شعله‌افکن در اختیار داشت.

### شوروی
لشکر سوم زرهی به فرماندهی سرلشکر والتر مدل هنگام آغاز عملیات بارباروسا، تهاجم آلمان به شوروی در روز ۲۲ ژوئن سال ۱۹۴۱ بخشی از سپاه ۲۴ موتوریزه از گروه زرهی ۲ هاینتس گودریان در گروه ارتش مرکز بود. این لشکر در این زمان ۲۱۵ تانک شامل ۱۱۰ پنزر ۳ و ۳۲ پنزر ۴ در اختیار داشت. لشکر سوم زرهی در جناح چپ در لایه نخست قوای سپاه بلافاصله پشت مرز در خط مقدمی به طول کمتر از بیست کیلومتر در جنوب غربی برست-لیتوفسک متمرکز شد. دقایقی پیش از آغاز عملیات، یک گروه از مهندسان تهاجمی لشکر سوم زرهی با تسخیر غافلگیرانه پلی بر روی رود بوگ یک گذرگاه حیاتی برای گروه زرهی ۲ ایجاد کردند. با آغاز تهاجم، این لشکر در همراهی با لشکر چهارم زرهی، با گذر سریع از دفاع مرزی دشمن در ناحیه کودن، به سمت مینسک در عمق ۳۰۰ کیلومتری شرق پیش رفت.

## فرماندهان
- ارنست فسمن (۱۵. اکتبر ۱۹۳۵ – ۳۰ سپتامبر ۱۹۳۷)
- لئو گیر فن شوپنبورگ (۱ اکتبر ۱۹۳۷ – ۷ اکتبر ۱۹۳۹)
- هورست استامپف (۷ اکتبر ۱۹۳۹ – سپتامبر ۱۹۴۰)
- فریدریش کوهن (سپتامبر ۱۹۴۰ – ۴ اکتبر ۱۹۴۰)
- هورست استامپف (۴ اکتبر ۱۹۴۰ – ۱۳ نوامبر ۱۹۴۰)
- والتر مدل (۱۳ نوامبر ۱۹۴۰ – ۱ اکتبر ۱۹۴۱)
- هرمان برایت (۱ اکتبر ۱۹۴۱ – ۱ اکتبر ۱۹۴۲)
- فرانتس وستوفن (۱ اکتبر ۱۹۴۲ – ۲۵ اکتبر ۱۹۴۳)
- فریتس بایرلاین (۲۵ اکتبر ۱۹۴۳ – ۵ ژوئیه ۱۹۴۴)
- رودلف لنگ (۵ ژوئیه ۱۹۴۴ – ۲۵ مه ۱۹۴۴)
- ویلهلم فیلیپس (۲۵ مه ۱۹۴۴ – ۱ ژوئیه ۱۹۴۵)
- ویلهلم سوت (۱ ژوئیه ۱۹۴۵ – ۱۹ آوریل ۱۹۴۵)
- ولکمار شون (۱۹ آوریل ۱۹۴۵ – ۸ مه ۱۹۴۵)